# Brauergruppe
Die Brauergruppe wurde in der Mathematik eingeführt, um assoziative Divisionsalgebren über einem gegebenen Körper {\displaystyle K} zu klassifizieren, die das Zentrum {\displaystyle K} haben. Es handelt sich dabei um eine abelsche Gruppe, deren Elemente Äquivalenzklassen bestimmter Algebren sind. In der Literatur wird sie deshalb auch brauersche Algebrenklassengruppe genannt. Benannt ist sie nach dem Algebraiker Richard Brauer.

## Konstruktion
Eine zentrale einfache Algebra über einem Körper {\displaystyle K} ist eine endlichdimensionale assoziative {\displaystyle K}-Algebra {\displaystyle A}, die ein einfacher Ring ist (also ein Ring, dessen einzige beidseitigen Ideale die trivialen sind) und deren Zentrum gerade {\displaystyle K} ist. So sind beispielsweise die komplexen Zahlen {\displaystyle \mathbb {C} } eine zentrale einfache Algebra über sich selbst, nicht jedoch über den reellen Zahlen {\displaystyle \mathbb {R} }, da ihr Zentrum ganz {\displaystyle \mathbb {C} } und somit größer als {\displaystyle \mathbb {R} } ist. Nach einem Satz von Frobenius sind die endlichdimensionalen assoziativen Divisionsalgebren mit Zentrum {\displaystyle \mathbb {R} } gerade die reellen Zahlen und die Quaternionen.
Sind {\displaystyle A} und {\displaystyle B} zwei zentrale einfache Algebren, so kann man ihr Tensorprodukt {\displaystyle A\otimes B} als {\displaystyle K}-Algebra bilden. Man kann zeigen, dass das Tensorprodukt selbst wieder eine zentrale einfache Algebra ist.
Mit dem Tensorprodukt als Verknüpfung bilden die zentralen einfachen Algebren also einen Monoid. Um hieraus eine Gruppe zu erhalten, wendet man den Satz von Artin-Wedderburn an, der es erlaubt, jede zentrale einfache Algebra als Matrizenring {\displaystyle M(n,D)} über einer assoziativen Divisionsalgebra {\displaystyle D} zu schreiben. Unterscheidet man nun nur nach der Divisionsalgebra {\displaystyle D}, nicht jedoch nach den Werten von {\displaystyle n}, so wird aus dem Ring eine Gruppe. Formal bedeutet dies, dass wir eine Äquivalenzrelation definieren und {\displaystyle M(m,D)} mit {\displaystyle M(n,D)} für alle natürlichen Zahlen {\displaystyle m} und {\displaystyle n} miteinander identifizieren. Das neutrale Element ist die Äquivalenzklasse von {\displaystyle K\cong M(1,K)}, das inverse Element der Äquivalenzklasse der Algebra {\displaystyle A} ist die Äquivalenzklasse der Gegenalgebra {\displaystyle A^{\mathrm {op} },} die sich von {\displaystyle A} nur darin unterscheidet, dass die Multiplikation umgekehrt wird. Es gilt nämlich für eine zentrale einfache Algebra {\displaystyle A} die Gleichung {\displaystyle A\otimes A^{\mathrm {op} }\cong M(n^{2},K)}, wobei {\displaystyle n} der Grad von {\displaystyle A} über {\displaystyle K} ist.
Die entstehende Gruppe wird Brauergruppe des Körpers {\displaystyle K} genannt und mit {\displaystyle \mathrm {Br} (K)} bezeichnet.

## Beispiele
Die Brauergruppe eines algebraisch abgeschlossenen Körpers ist die triviale Gruppe mit nur dem neutralen Element, ebenso die Brauergruppe eines endlichen Körpers.
Die Brauergruppe {\displaystyle \mathrm {Br} (\mathbb {R} )} der reellen Zahlen ist zyklisch der Ordnung 2, da es wie bereits oben erwähnt bis auf Isomorphie nur zwei verschiedene assoziative Divisionsalgebren über {\displaystyle \mathbb {R} } gibt, die als Zentrum {\displaystyle \mathbb {R} } haben: {\displaystyle \mathbb {R} } selbst und die Quaternionen {\displaystyle \mathbb {H} }. Insbesondere gilt {\displaystyle \mathbb {H} \cong \mathbb {H} ^{\mathrm {op} }} und {\displaystyle \mathbb {H} \otimes \mathbb {H} \cong M(4,\mathbb {R} )}, dabei ist letzteres der Ring der reellen 4×4-Matrizen.
Aus dem Satz von Tsen (nach Chiungtze Tsen 1933) folgt, dass die Brauergruppe eines Funktionenkörpers in einer Variablen über einem algebraisch abgeschlossenen Körper ebenfalls trivial ist.

## Anwendungen
In der weiteren Theorie bestimmt man die Brauergruppe lokaler Körper, für jeden nichtarchimedischen lokalen Körper ist sie kanonisch isomorph zu {\displaystyle \mathbb {Q} /\mathbb {Z} }. Die erhaltenen Resultate lassen sich auf globale Körper anwenden. Dies liefert einen Zugang zur Klassenkörpertheorie, der es erstmals erlaubte globale Klassenkörpertheorie aus der lokalen abzuleiten; historisch lief die Entwicklung umgekehrt. Anwendung findet die Brauergruppe auch bei diophantischen Gleichungen.
Der Übergang vom lokalen zum globalen Körper ergibt sich wie folgt, die Brauergruppe {\displaystyle \mathrm {Br} (K)} eines globalen Körpers {\displaystyle K} wird durch die exakte Sequenz
{\displaystyle 0\rightarrow \mathrm {Br} (K)\rightarrow \bigoplus _{v}\mathrm {Br} (K_{v})\rightarrow \mathbb {Q} /\mathbb {Z} \rightarrow 0}
gegeben, wobei die direkte Summe über alle (archimedischen und nichtarchimedischen) Vervollständigungen von {\displaystyle K} gebildet wird und die Abbildung nach {\displaystyle \mathbb {Q} /\mathbb {Z} } durch Addition gegeben ist, dabei fassen wir die Brauergruppe der reellen Zahlen als {\displaystyle {\frac {1}{2}}\mathbb {Z} /\mathbb {Z} \subset \mathbb {Q} /\mathbb {Z} } auf. Die Gruppe {\displaystyle \mathbb {Q} /\mathbb {Z} } auf der rechten Seite ist die Brauergruppe der Klassenformation der Idel-Klasse assoziiert zu {\displaystyle K}.
Man kann die Brauergruppe auch mit Hilfe von Galoiskohomologie darstellen, es gilt {\displaystyle \mathrm {Br} (K)\cong H^{2}(\mathrm {Gal} (K^{\mathrm {sep} }/K),{K^{\mathrm {sep} }}^{\times })}. Dabei ist {\displaystyle K^{\mathrm {sep} }} der separable Abschluss des nicht notwendig perfekten Körpers {\displaystyle K}. Falls {\displaystyle K} perfekt ist, stimmt dieser mit dem algebraischen Abschluss überein, ansonsten muss die Galoisgruppe über {\displaystyle K^{\mathrm {sep} }/K} definiert werden um Sinn zu ergeben.
Eine Verallgemeinerung mittels der Theorie der Azumaya-Algebren wurde in der algebraischen Geometrie von Grothendieck eingeführt.